# 라이아 소프트
라이아 소프트(ライアーソフト)는 2003년 창립된 일본의 성인 미소녀 게임 메이커 브랜드이다.

## 주요작품
- 칠흑의 샤르노스
- 혁염의 인가노스
- 창천의 세레나리아 ~ What a beautiful World
- 자영의 소나닐

## 산하 브랜드
- 레일 소프트

## 관련 사이트
- 공식 사이트
- 산하 브랜드 '레일 소프트' 공식 사이트

## 같이 보기
- 스팀펑크